# Hurdal Glassverk

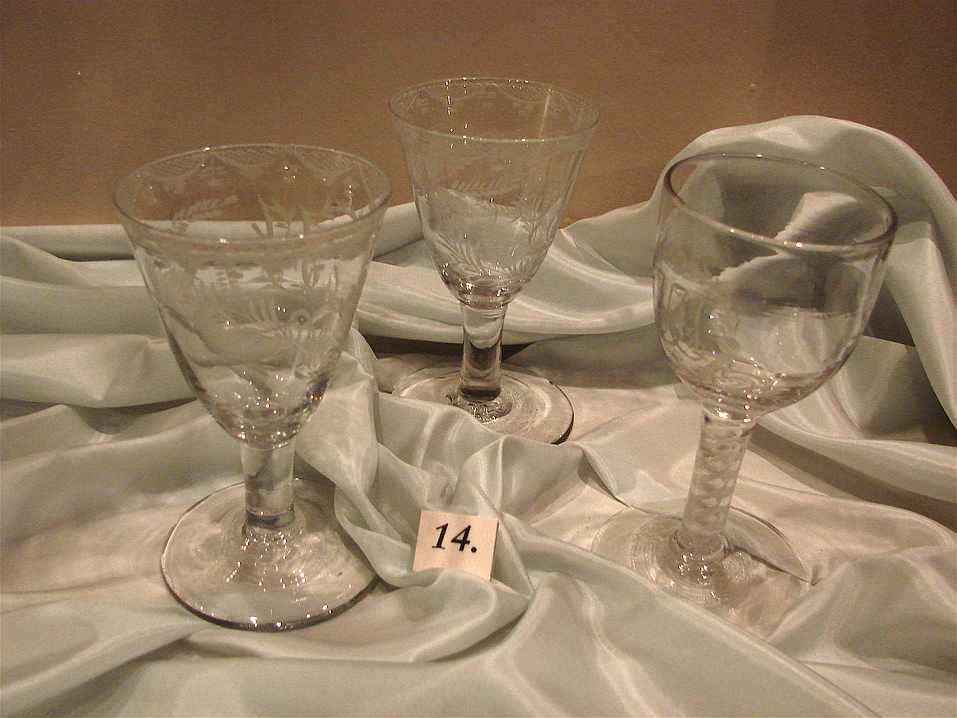
Trinkgläser des Hurdal Glasværk im Museum Søndre Brekke gård in Skien

Das Hurdal Glassverk, auch Hurdal Glasværk, war eine von 1755 bis 1895 bestehende Glashütte in Hurdal in Norwegen.

## Geschichte
Die Gründung der Glashütte Hurdal Glassverk geht zurück auf ein vom dänisch-norwegischen König Christian VI. initiiertes Wirtschaftsförderungsprogramm. Dessen Pläne von 1739 sahen vor, im industriell wenig entwickelten Norwegen eine Reihe von Fabriken zur Herstellung von Teer, Öl, Eisen und Glas zu gründen, um den Wohlstand des Landes zu erhöhen. Einen Auftrag zur Gründung einer Glashütte erhielt Major Caspar Hermann von Storm. Hurdal bot sich als Standort an, da es in den umliegenden Waldgebieten ausreichend Holz für die Produktion von Glas gab, das über den Fluss Hurdalselva transportiert werden konnte. Entsprechend wurde ein Damm errichtet, um die Flößerei zu ermöglichen und eine eigene Sägemühle zur Holzverarbeitung gebaut. Die Glashütte nahm 1755 ihren Betrieb auf. Nach anfänglichen Schwierigkeiten gelang ab 1756 unter Direktor Peter Hersleb Essendrop der wirtschaftliche Erfolg. Mit der starken Ausweitung der Produktion und dem entsprechenden Rohstoffverbrauch ging jedoch ein massiver Holzabbau in der Umgebung einher. Ab 1775 setzte Carsten Tank Anker als neuer Direktor den wirtschaftlichen Erfolg fort. Für die Beschäftigten gab es ein eigenes Einzelhandelsgeschäft und für deren Kinder eine eigene Schule. Hauptprodukt der Glashütte war Kristallglas für die Fensterherstellung, darüber hinaus wurden auch Trinkgläser gefertigt. Ab 1842 schloss sich das Unternehmen mit den Glashütten in Biri und Hadeland zusammen. Der Vertrieb erfolgte gemeinschaftlich über das bis heute bestehende Einrichtungshaus Christiania Glasmagasin.
Durch die expandierende holzverarbeitende Industrie ergaben sich ab 1881 zunehmend Probleme bei der Rohstoffversorgung. Die steigenden Preise für Holz führten zu einer mangelnden Rentabilität der Glashütte und daraus folgend 1895 zur Schließung von Hurdal Glassverk. Die eigenen Waldflächen wurden an das Holzunternehmen Mathiesen Eidsvold Værk verkauft und die Glasproduktion in die Glashütte in Drammen verlagert. Ragnvald Tandberg, einer der Besitzer von Hurdal Glassverk, wandelte das ehemalige Fabrikgelände in eine Parklandschaft um. 1918 kaufte der Reeder Tryggve Sagen das Gelände und richtete im ehemaligen Verwaltungsgebäude ein Hotel ein, das 1924 den Betrieb aufnahm. Während des Zweiten Weltkrieges nutzten die deutschen Besatzer die Gebäude als Heim Hurdalsverk für den Lebensborn. Nach dem Krieg kaufte der Norsk Luthersk Misjonssamband (Norwegisch-Lutherischer Missionsverband) die Liegenschaft und richtete hier die Weiterbildungseinrichtung Hurdal Verk folkehøgskole ein.

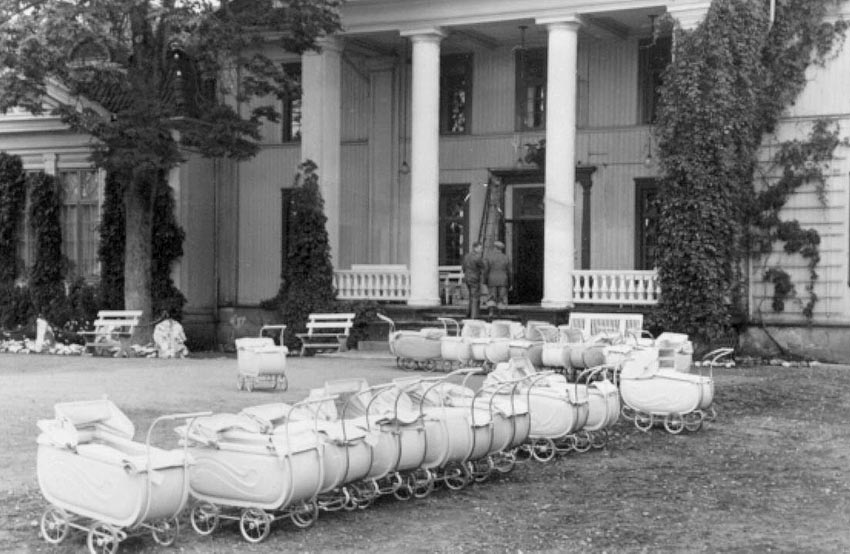
Hurdal Verk während des Zweiten Weltkrieges als Heim des Lebensborn
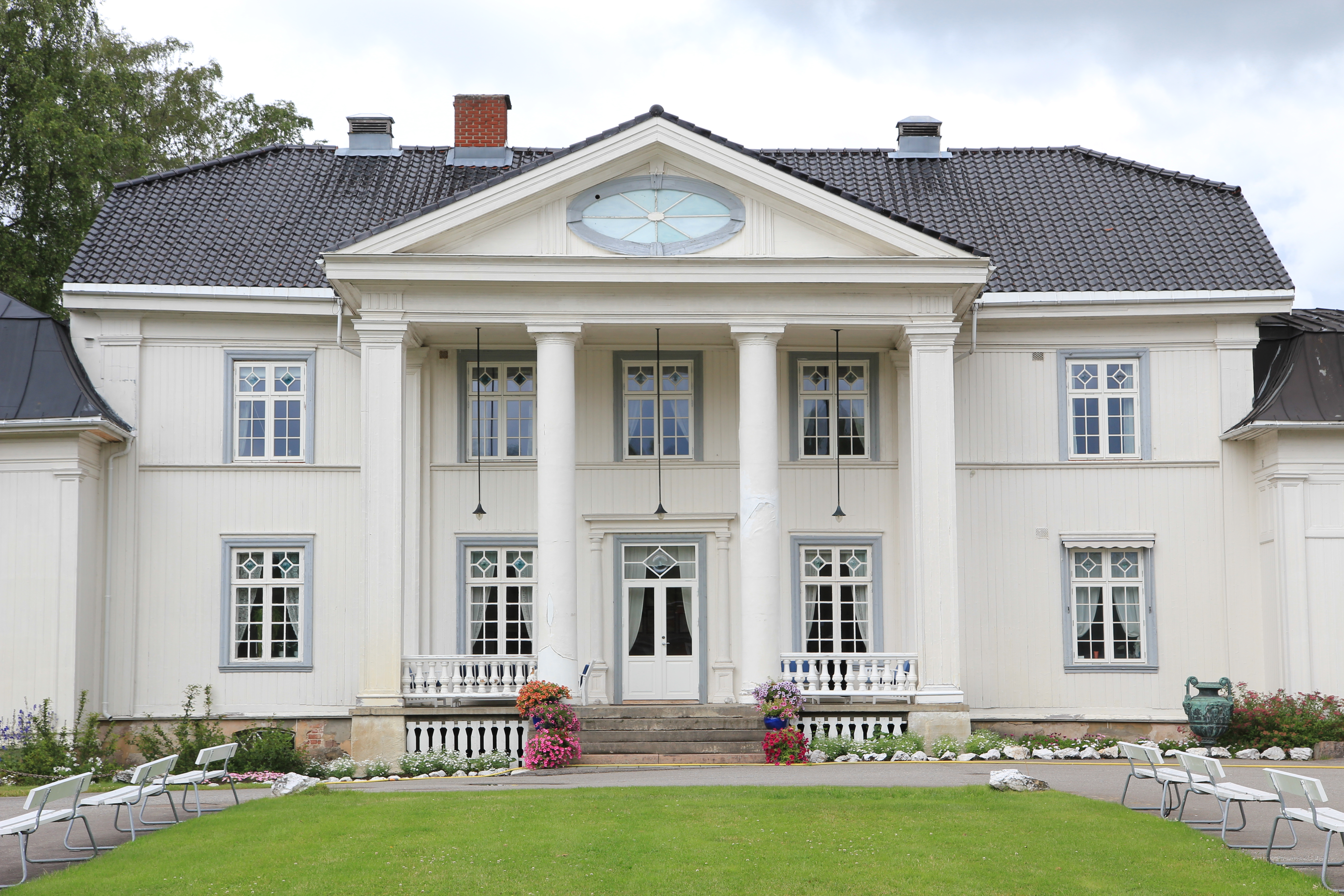
Hurdal Glassverk heute als Teil der Schule des Norwegisch-Lutherischen Missionsverbandes